# Clearlake Oaks
Clearlake Oaks é uma Região censo-designada localizada no estado americano da Califórnia, no Condado de Lake.

## Geografia
De acordo com o United States Census Bureau tem uma área de 7,9 km², dos quais 7,8 km² cobertos por terra e 0,1 km² cobertos por água. Clearlake Oaks localiza-se a aproximadamente 407 m acima do nível do mar.

### Localidades na vizinhança
O diagrama seguinte representa as localidades num raio de 24 km ao redor de Clearlake Oaks.

## Demografia
Segundo o censo americano de 2000, a sua população era de 2402 habitantes.

## Marco histórico
Clearlake Oaks possui apenas uma entrada no Registro Nacional de Lugares Históricos, o Patwin Indian Site.